# Melchor de Palau y Simón
Melchor de Palau y Simón (Mataró, 22 de septiembre de 1879-19 de diciembre de 1915) fue un arquitecto modernista español, sobrino del ingeniero y escritor Melchor de Palau y Catalá. 

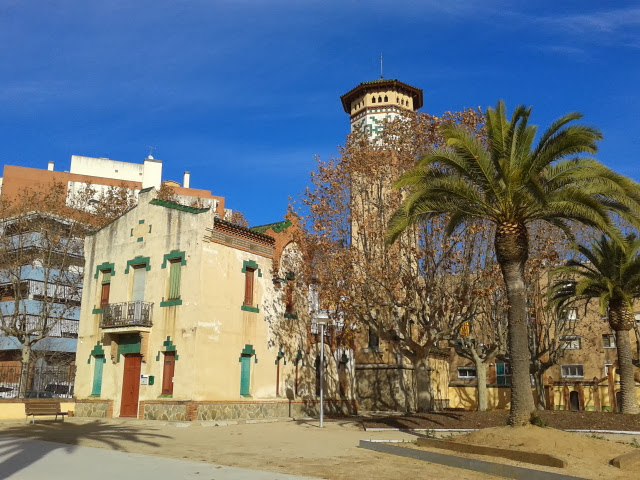
Matadero Municipal de Mataró (1906-1915)

Estudió en la Escuela Técnica Superior de Arquitectura de Barcelona, donde se tituló en 1905. Fue arquitecto municipal de Mataró (1908-1915), donde fue autor del Matadero Municipal (1906-1915). Fue autor también de la casa Díaz Palau en Sardañola del Vallés (1910).
Fue director de la Escuela de Artes y Oficios de Mataró.